# The Jezabels
The Jezabels — австралийская инди-рок группа, образованная в Сиднее в 2007 году. Состав группы: Хейли Мэри (вокал), Хивер Шэннон (клавиши), Ник Кэлопер (барабаны и перкуссия) и Сэмюэл Локвуд (гитара). Стиль своей музыки они описали как «интенсинди», однако позже было заявлено, что это шутка из интернета, принятая их поклонниками всерьёз.
С 2009 по 2010 год группа выпустила три EP-альбома — «The Man Is Dead», «She’s So Hard» и «Dark Storm». Альбом «Dark Storm» и сингл «Endless Summer» попали в ARIA Singles Chart Top 40 (официальный австралийский музыкальный чарт).
16 сентября 2011 года группа выпустила дебютный студийный альбом — «Prisoner», занявший 2 место в ARIA Albums Chart, а также победивший в номинации «Лучший независимый релиз» в ARIA Music Awards в 2012 году. Второй студийный альбом «The Brink» был выпущен 31 января 2014, а двумя годами спустя — 12 февраля 2016 — свет увидел третий альбом «Synthia».

## История создания
Группа была образована в 2007 году, когда участники были студентами университета Сиднея. Трое из них (Сэмюэл Локвуд, Хэйли Мэри и Хивер Шэннон) выросли в городе Байрон-Бей, где Хэйли и Хивер учились в одной школе и выступали в качестве фолк-дуэта. Позднее, уже будучи студентами, ребята объединились в группу для участия в конкурсе. Как вспоминала Мэри, «это было сочетанием четырёх совершенно разных подходов к музыке…, но впоследствии эти различия стали меньше, а мы — ближе».
Название группы произошло от библейского персонажа — царицы Иезавель (англ. Jezebel), по словам Мэри, «неправильно понятой и искажённой», ошибочно представленной женщины.

### Альбомы и EP
3 февраля 2009 с помощью MGM Distribution группа выпустила свой дебютный мини-альбом — The Man Is Dead, записанный на студии Megaphon & Production Ave Studios и спродюсированный Лэклэном Митчеллом. Помимо этого альбома, Митчелл также принимал участие в работе над всеми релизами The Jezabels, за исключением альбома The Brink. 6 ноября группа выпустила второй EP — She’s So Hard, два трека из которого попали в радиоротацию (Triple J и FBi Radio), а также дебютировали в США на 114 месте в чарте CMJ top 200. 22 декабря группа появилась на австралийском музыкальном проекте Triple J Unearthed, их музыка была описана как «драматичный, энергичный, вдохновляющий инди-рок».
1 октября 2010 года вышел третий EP — Dark Storm, возглавивший ARIA Singles Chart Top 40 (официальный австралийский музыкальный чарт). Питер Винсент из газеты The Age описывал их звучание как «вечное, но также подходящее и для радио, с живым женским вокалом, парящим над мощными ударными и медленными гитарными и фортепианными аккордами». Текст песни Mace Spray, по его словам, «содержит элемент сатиры. Было бы забавно, если бы кто-нибудь действительно носил с собой перцовый баллончик… Но в то же время эта песня очень грустная».
В августе 2011 года сингл The Jezabels Endless Summer занял первое место в ARIA Singles Chart Top 40.
16 сентября 2011 года группа выпустила свой первый студийный альбом — Prisoner. Запись песен для альбома происходила в Сиднее на Sydney’s Attic Studios при участии Питера Катиса. Музыкальный журнал Vulture Magazine опубликовал обзор на этот релиз, описав его как «драматическая, готическая эпопея с изюминкой рока 80-х годов». Альбом достиг 2 места в чарте ARIA Album Chart, а 31 декабря Австралийская ассоциация звукозаписывающих компаний присвоила релизу золотой статус за достижение 35000 проданных копий. В 2012 году Prisoner победил в номинации «Лучший независимый релиз» в ARIA Music Awards.
Второй студийный альбом группы The Brink вышел 31 января 2014 года. В качестве сингла, 18 октября 2013 года была опубликована песня The End. В отличие от предыдущих музыкальных работ The Jezabels, этот альбом записывался в Лондоне при участии нового продюсера. Получив весьма смешанные отзывы критиков, релиз тем не менее занял второе место в австралийском чарте альбомов ARIA Albums Chart. В интервью News Corp Australia Хэйли Мэри рассказала, что работа над The Brink была тяжёлой: «мы работали с новым продюсером, новым лейблом, вдали от наших семей и нашего менеджера Дейва, и всё было иначе». Также, по словам певицы, The Brink отличается от предыдущих релизов The Jezabels, поскольку он получился по-настоящему личным альбомом.